# Mandinga
Los mandingá, mandinká, malinké, mandé, mandén o mandinkos conforman un grupo étnico de África occidental. En la actualidad existen cerca de trece millones de mandingas residiendo en diferentes países del oeste de África, en Gambia, Guinea, Guinea-Bisáu, Senegal, Malí, Sierra Leona, Liberia, Burkina Faso y Costa de Marfil. Las lenguas mandé pertenecen a una rama divergente de la familia lingüística de Níger-Congo.

## Lengua
Los pueblos mandenká hablan diferentes variedades de la lengua mandenká (mandinká en Gambia, Senegal y Guinea Bisáu, diversas variedades de maninká en Guinea y Malí, hablas bámbara en Malí, yulá en Burkina Faso y Costa de Marfil).
El soninké es la lengua del pueblo soninké, emparentados con los mandenká y que, como otras lenguas mandé de África occidental, terminan en -ke o -ka (que significa 'originario de'). 
También hablan criollo de Guinea-Bisáu y portugués en Guinea-Bisáu, francés en Senegal, Malí, Costa de Marfil y Burkina Faso, e inglés en Liberia, Sierra Leona y Gambia.

## Historia
El pueblo mandén tiene en su haber la fundación del mayor de los antiguos imperios del oeste africano. Desde los puntos de vista étnico y cultural, los mandingas se relacionan de cerca con los fulani y wólof de la costa atlántica y los songhai del Sahara. Algunas fuentes dicen que el pueblo mandén se define más por la cultura y la lengua que por la pertenencia étnica, puesto que son muchos y diversos los grupos étnicos que han adoptado la lengua, los nombres y las tradiciones mandén. 

### Preimperio de Malí
El reino mandenká, de Mandén o de Malí existía ya varios siglos antes de la unificación de Sundiata, como pequeño Estado al sur del imperio Soninké de Wagadu, conocido como Imperio de Ghana. Ésta es una zona de montañas, sabana y bosques que proporcionan la protección y los recursos ideales para una población de cazadores. Los que no vivían en las montañas formaron pequeñas ciudades-estados, tales como Toron, Ka-Ba y Niani. La leyenda cuenta que la dinastía Keita, de la cual descienden los emperadores de Malí, tuvo su origen en Bilal, un criado fiel del profeta Muhammad, originario de Keita.

### Imperio de Malí

Imperio de Malí, c. 1350.

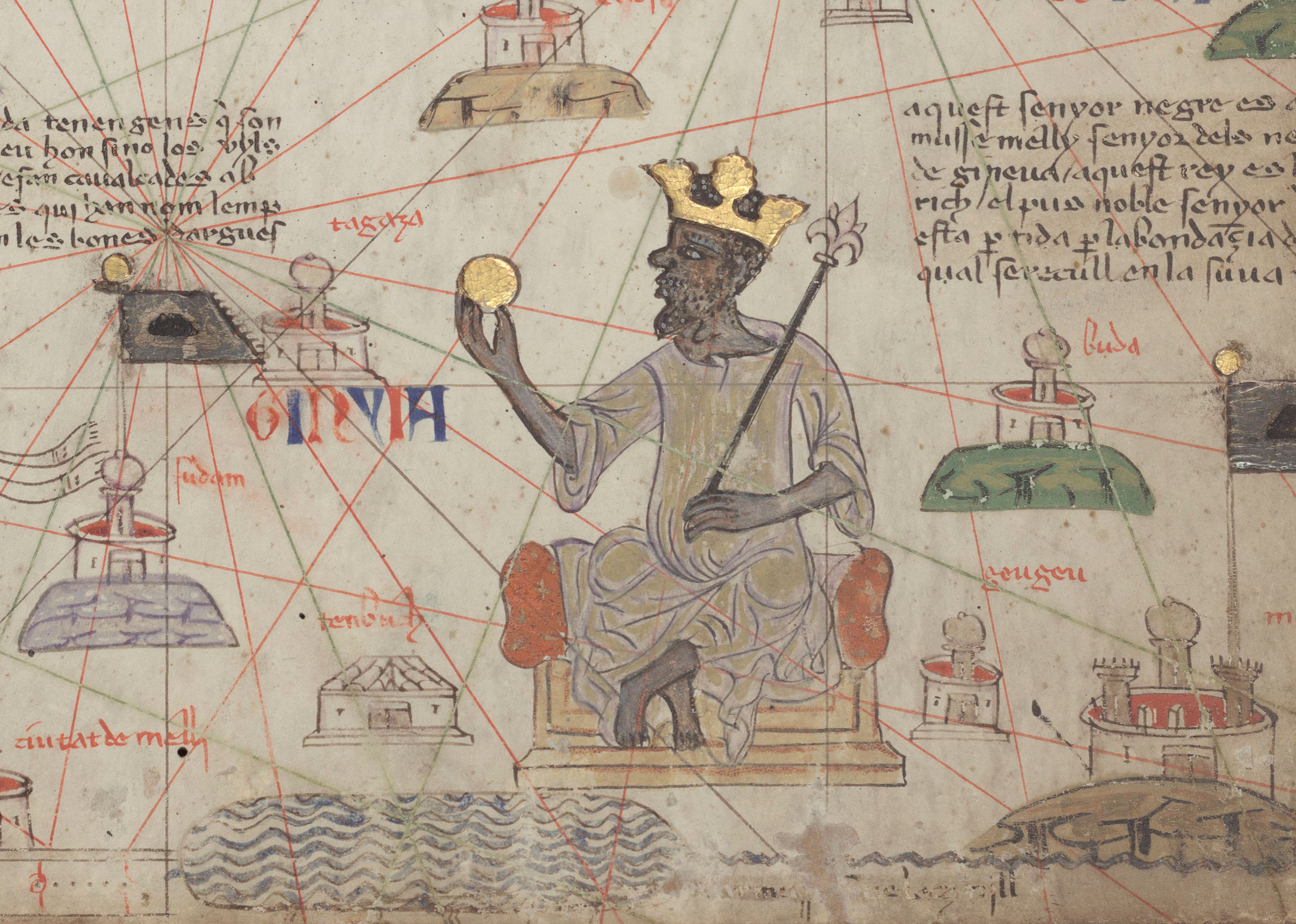
La visita del sultán Mansa Musa a La Meca en 1324 con oro atrajo a los musulmanes de Oriente Medio a Mandinka.

El Imperio de Malí (1235-1546) fue un Estado medieval, cuyo núcleo era la región de Bamako, en el actual Malí. El imperio fue fundado por Sundiata Keïta. Era conocido por su generosidad y la riqueza de sus gobernantes, en especial Mansa Kankan Musa I. El Imperio de Malí tuvo una profunda influencia en la cultura del África Occidental, permitiendo la difusión de su lengua, leyes y costumbres a lo largo del río Níger.

### Historia postimperial

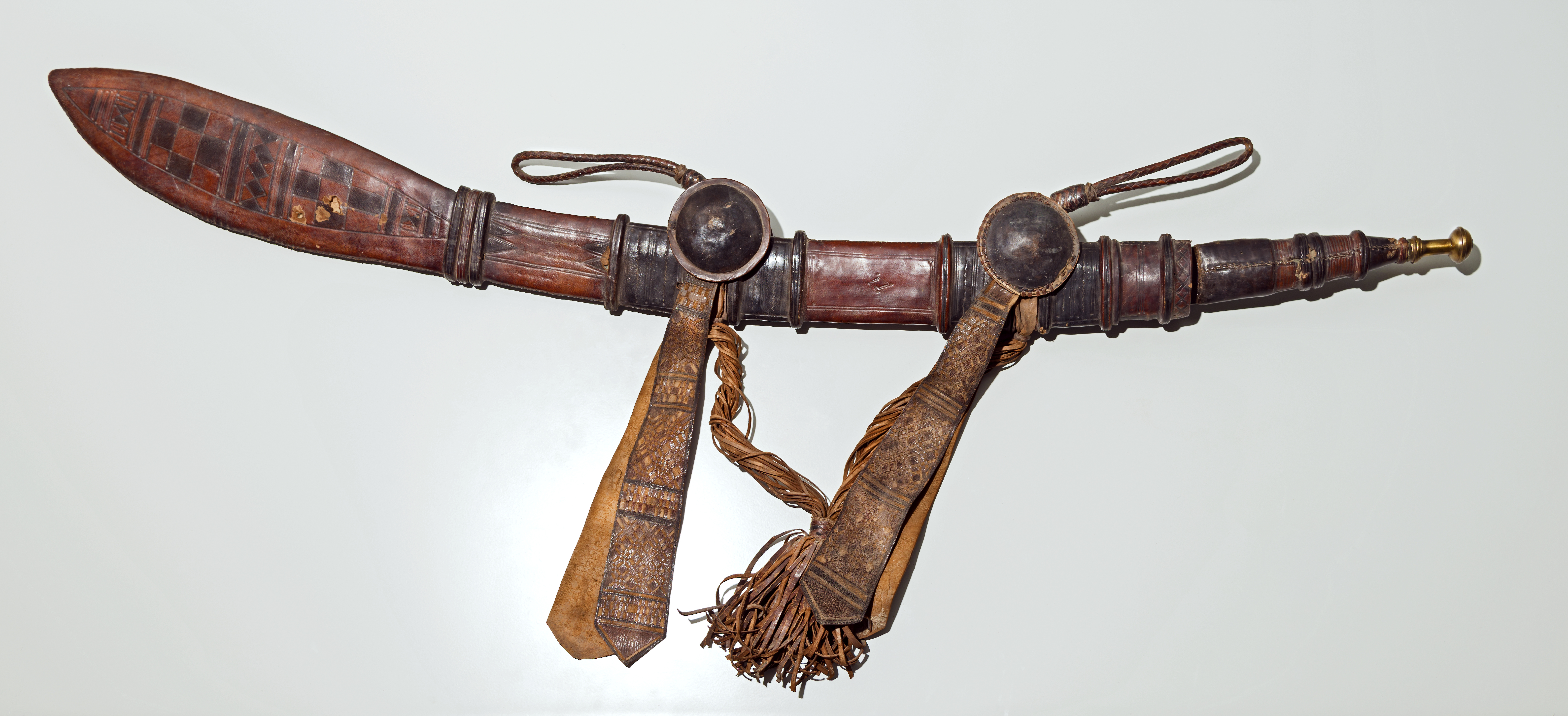
Sable Mandinga

Tras la caída de los grandes reinos de la vieja patria de Mandén, muchos emigraron hacia la costa atlántica. Entre estos estaban los Manneh, soldados del anterior imperio de Malí que invadieron la costa occidental de África durante la primera mitad del siglo XVI. No hay duda en cuanto a su origen, por la evidencia de sus vestidos y armas (que fueron observados en aquel entonces por viajeros europeos), su lengua, así como por la tradición manneh, registrada por escrito circa 1625. Los manneh avanzaron en paralelo a la línea de la costa de la Liberia moderna, luchando con cada grupo tribal que encontraron. Tuvieron éxito todas las veces, y solo fueron detenidos cuando, en el noroeste de lo que ahora es Sierra Leona, encontraron a los sosso, gente mandinga como ellos, con armas, organización militar y tácticas similares a las suyas.
La colonización francesa afectó en gran manera la vida de los mandén. Las guerras constantes con los europeos costaron la vida de millares de sus soldados, crearon un creciente comercio en el Atlántico y fijaron fronteras coloniales artificiales que dividieron a la población. Sin embargo, la gente de Mandén sigue siendo políticamente activa en la zona y ha elegido a sus propios presidentes en varios países.
Desafortunadamente, el conflicto de muchos años con otras tribus africanas se ha exacerbado en el siglo XX, pues la desertificación les ha forzado constantemente a emigrar al sur en busca de trabajo y de otros recursos. Con frecuencia, esto ha dado lugar a brotes de guerra con las poblaciones aborígenes asentadas a lo largo de la costa.

## Aspectos sociales y culturales

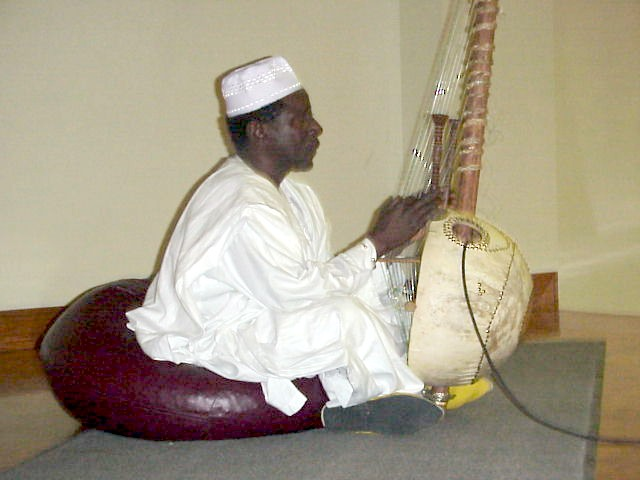
Papa Susso tocando la kora en la Universidad Estatal de Truman

La cultura de los mandingas, a diferencia de la mayoría de los africanos, es patrilineal y patriarcal. Son predominantemente musulmanes, pero aunque observan el lavado ritual y los rezos diarios, muy pocos se visten al estilo árabe y pocas mujeres usan el velo. Las prácticas más famosas de Mandén son sus hermandades de varones o mujeres, conocidas como Poro y Sande o Bundu, respectivamente.
Tradicionalmente, la sociedad mandenká es aristocrática, basada en un sistema de castas con nobles y vasallos. Antes, como la mayoría de los africanos, también fueron esclavos, a menudo prisioneros de guerra y generalmente de las tierras que rodeaban su territorio. Los descendientes de reyes y de generales anteriores mantenían un estado social más alto que sus compatriotas nómadas o asentados. Con el tiempo se han igualado las diferencias, correspondiendo con la mayor o menor fortunas de cada grupo. Aunque el mandinga llegó a muchas de sus actuales localizaciones como invasor o comerciante, la mayoría son hoy agricultores o pescadores; todavía hay también herreros, pastores de ganado, y son muy estimados los djelis o bardos, que han mantenido viva la historia de su pueblo en forma de cantos épicos.

### Religión
El pueblo mandén ha sido predominantemente musulmán desde el siglo XIII. En áreas rurales, muchos combinan la creencia islámica con ciertas creencias animistas preislámicas, tal como la creencia en espíritus y el uso de amuletos.

### Arte
Su mejor arte está en la joyería y las tallas. Las máscaras hechas a mano, asociadas a las fraternidades y a la hermandad de mujeres del Marka y del Mendé, son probablemente las más conocidas. Manden también produce telas maravillosamente tejidas que son populares en todo el África occidental, así como los collares de oro y de plata, pulseras, brazaletes y pendientes. Las campanillas en los collares forman parte de una creencia en que pueden ser oídas por los espíritus al sonar en ambos mundos, el de los antepasados y el de la vida. Los cazadores de Mandé usan a menudo una sola campana que puede ser callada fácilmente cuando el silencio es necesario. Las mujeres, por otra parte, suelen usar muchas campanas, produciendo un canto armonioso en los poblados.

### Música tradicional
La más conocida se toca con el kora, un instrumento con 21 o más cuerdas, realizada por las familias de los músicos, los djelis (en francés griots). El kora es una especie de arpa, con un puente con muescas similar al de un laúd o una guitarra. Es posible que sea el aparato de cuerda más complejo de África. En cuanto a los djelis, son bardos profesionales, encargados de mantener sus grandes tradiciones e historias épicas orales, actuando también como consejeros de los líderes de Mandén. Entre los más celebrados en la actualidad están Salif Keïta, Kandia Kouyaté y Jaliba Kouyaté.

## Mandingas fuera de África
Martin R. Delany, un abolicionista radical del siglo XIX, era de ascendencia mandingá, ya que durante el periodo de la colonización de América muchos de ellos fueron enviados al nuevo continente como esclavos. 
Alex Haley escribió la novela Raíces, posteriormente llevada a la TV, en forma de miniserie, sobre su antepasado, Kunta Kinte, y la descendencia de este en América. 
Salif Keïta, descendiente de Sundiata Keïta, vive exiliado por motivos políticos y se dedica a la canción con gran éxito, pese a la oposición familiar, que no considera esta profesión apropiada para su rango.